# Eucyclops roseus
Eucyclops roseus is een eenoogkreeftjessoort uit de familie van de Cyclopidae. De wetenschappelijke naam van de soort is voor het eerst geldig gepubliceerd in 1997 door Ishida.